# Clonie Gowen
Pour les articles homonymes, voir Clonie et Gowen.
 (août 2017).
Cycalona (Clonie) Gowen (née le 30 novembre 1971 aux États-Unis) est une joueuse professionnelle de poker, elle vient de Dallas.
Gowen est née en Floride et a grandi à Kiowa. Son nom est inspiré du nom d'un cyclone tropical. Elle a été élue Miss Teen à McAlester (Oklahoma) à l'âge de 15 ans, après elle est partie s'installer à Corsicana. Elle a été membre  de l'équipe de basket de Varsity.

## Poker

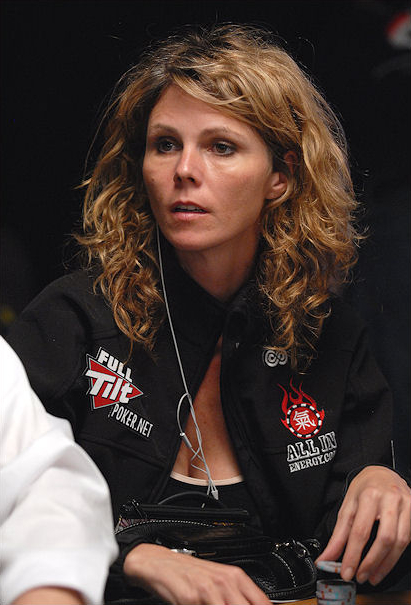
Clonie Gowen en 2008.

Elle a débuté au poker à Dallas et voyageait à Shreveport le week-end. Elle a été reconnue nationalement quand elle termina parmi les dix premiers au World Poker Tour (WPT) et gagna le Costa Rica Classic classé au WPT femmes Night event en 2003.
Elle a été commentateur à l'Ultimate Poker Challenge, The Gaming Club World Poker Championship et le 888.com Women's Poker UK Open. Elle fait souvent la une des magazine people et est membre du Comité de direction du United States Poker Association. Elle fréquente les tournois en faveur d'œuvres de charité.
Gowen est membre du "Team Full Tilt" de Full Tilt Poker et en 2007 elle apparaît sur la chaîne NBC au Poker After Dark, gagne la première place et empoche à deux reprises 120 000 $ durant le "Ladies Week" . Howard Lederer, Phil Ivey, Phil Hellmuth et Johnny Chan sont pour l'instant les seuls à avoir remporté le Poker After Dark.
En 2008, ses gains aux tournois internationaux de poker s'élèvent à 200 000 $.

## Anecdote
Elle travaillait dans une agence de voyages et en 2008 est devenue joueuse de poker professionnelle. Elle est mariée et a deux enfants.